# Мавуба, Мафуила
Рики Мавуба Мафуила Ку Мбунду (фр. Ricky Mavuba Mafuila Ku Mbundu; 15 декабря 1949, Леопольдвиль, Бельгийское Конго — 30 ноября 1996, Франция) — заирский футболист, нападающий.

## Биография
С 1968 года по 1982 год играл за заирский клуб «Вита» из города Киншаса, вместе с командой выиграл Африканский Кубок чемпионов 1973.
Выступал за национальную сборную Заира. Участник победного для Заира Кубка африканских наций 1974 в Египте.
В квалификации на чемпионат мира 1974 Мафуила Мавуба провёл 1 матч. В 1974 году главный тренер Заира Благоя Видинич вызвал Мавуба на чемпионат мира, который проходил в ФРГ и стал первым мундиалем для Заира в истории. Мафуила был заявлен под 18 номером. В своей группе команда заняла последнее 4 место, уступив Шотландии, Бразилии и Югославии. Мавуба на турнире остался на скамейке запасных и не сыграл ни одного матча. Всего за сборную Заира провёл 6 матчей и забил 1 гол.
Мафуила Мавуба долгое время жил в Анголе, где у него родился сын Рио (1984), который также стал футболистом. Однако в связи с гражданской войной в Анголе Мафуила бежал во Францию, где получил политическое убежище. Он погиб 30 ноября 1996 года в один день вместе со своей женой, оставив 12-летнего сына сиротой.

## Достижения
- Победитель Африканского Кубка чемпионов (1): 1973
- Победитель Кубка африканских наций (1): 1974